# Campionati mondiali di pentathlon moderno 1977
I campionati mondiali di pentathlon moderno 1977 si sono svolti a San Antonio, negli Stati Uniti d'America. Si sono disputate le gare maschili individuali ed a squadre.

## Risultati

### Maschili
| Evento      | Oro                                                              | Argento                                                       | Bronzo                                          |
| Individuale | Janusz Pyciak-Peciak                                             | Pavel Lednëv                                                  | Sławomir Rotkiewicz                             |
| A squadre   | Polonia Janusz Pyciak-Peciak Sławomir Rotkiewicz Zbigniew Pacelt | Unione Sovietica Pavel Lednëv Sergey Ryabikin Aleksandr Tarev | Ungheria Pál Bakó Tibor Maracskó László Horváth |

## Medagliere
| Posizione | Paese            |   |   |   | Totale |
| --------- | ---------------- | - | - | - | ------ |
| 1         | Polonia          | 2 | 1 | 0 | 3      |
| 2         | Unione Sovietica | 0 | 2 | 0 | 2      |
| 3         | Ungheria         | 0 | 0 | 1 | 1      |
| Totale    | Totale           | 2 | 2 | 2 | 6      |